# Olympische Sommerspiele 2016/Schwimmen – 100 m Freistil (Frauen)
Der Wettbewerb über 100 Meter Freistil der Frauen bei den Olympischen Spielen 2016 in Rio de Janeiro wurde am 10. und 11. August 2016 im Olympic Aquatics Stadium ausgetragen. 48 Athletinnen aus 37 Ländern nahmen daran teil.
Es fanden sechs Vorläufe statt. Die 16 schnellsten Schwimmerinnen aller Vorläufe qualifizierten sich für die zwei Halbfinals, die am gleichen Tag ausgetragen werden. Für das Finale qualifizierten sich die acht zeitschnellsten Schwimmerinnen beider Halbfinals.
Abkürzungen:

WR = Weltrekord, JWR = Junioren-Weltrekord,
OR = olympischer Rekord, NR = nationaler Rekord

ER = Europarekord, NAR = Nordamerikarekord, SAR = Südamerikarekord, ASR = Asienrekord, AFR = Afrikarekord, OZR = Ozeanienrekord

## Bestehende Rekorde
| Weltrekord         | Cate Campbell ( Australien)        | 52,06 s | Brisbane, Australien           | 2. Juli 2016   |
| Olympischer Rekord | Ranomi Kromowidjojo ( Niederlande) | 53,00 s | London, Vereinigtes Königreich | 2. August 2012 |

## Titelträger
| Olympiasieger     | Ranomi Kromowidjojo ( Niederlande) | 53,12 s | London 2012 |
| Weltmeister       | Bronte Campbell ( Australien)      | 52,52 s | Kasan 2015  |
| Europameister     | Sarah Sjöström ( Schweden)         | 52,82 s | London 2016 |
| Deutscher Meister | Annika Bruhn                       | 54,85 s | Berlin 2016 |

## Vorlauf

### Vorlauf 1
| Platz | Name                    | Nation               | Zeit        | Anmerkung |
| ----- | ----------------------- | -------------------- | ----------- | --------- |
| 1     | Inés Remersaro          | Uruguay              | 57,85 s     |           |
| 2     | Ana Sofia Nóbrega       | Angola               | 59,23 s     |           |
| 3     | Fatima Alkaramova       | Aserbaidschan        | 59,43 s     |           |
| 4     | Jovana Terzić           | Montenegro           | 59,59 s     |           |
| 5     | Nikol Merizaj           | Albanien             | 59,99 s     |           |
| 6     | Estellah Fils Rabetsara | Madagaskar           | 1:01,11 min |           |
| 7     | Yusra Mardini           | Refugee Olympic Team | 1:04,66 min |           |
| 8     | Aminath Shajan          | Malediven            | 1:05,71 min |           |

### Vorlauf 2
| Platz | Name                 | Nation      | Zeit    | Anmerkung |
| ----- | -------------------- | ----------- | ------- | --------- |
| 1     | Susann Bjørnsen      | Norwegen    | 55,35 s |           |
| 2     | Natthanan Junkrajang | Thailand    | 56,24 s |           |
| 3     | Jasmine Alkhaldi     | Philippinen | 56,30 s |           |
| 4     | Jade Howard          | Sambia      | 58,47 s |           |
| 5     | Ana-Iulia Dascal     | Rumänien    | 58,72 s |           |
| 6     | Heather Arseth       | Mauritius   | 58,89 s |           |
| 7     | Tracy Keith-Matchitt | Cookinseln  | 58,99 s |           |
| 8     | Karen Riveros        | Paraguay    | 59,00 s |           |

### Vorlauf 3
| Platz | Name            | Nation    | Zeit    | Anmerkung |
| ----- | --------------- | --------- | ------- | --------- |
| 1     | Weronika Popowa | Russland  | 54,60 s |           |
| 2     | Maria Ugolkova  | Schweiz   | 54,85 s |           |
| 3     | Camille Cheng   | Hongkong  | 54,92 s |           |
| 4     | Julie Meynen    | Luxemburg | 55,09 s |           |
| 5     | Erika Ferraioli | Italien   | 55,20 s |           |
| 6     | Katarzyna Wilk  | Polen     | 55,44 s |           |
| 7     | Andrea Murez    | Israel    | 55,47 s |           |
| 8     | Nina Rangelowa  | Bulgarien | 55,71 s |           |

### Vorlauf 4
| Platz | Name                     | Nation             | Zeit    | Anmerkung       |
| ----- | ------------------------ | ------------------ | ------- | --------------- |
| 1     | Simone Manuel            | Vereinigte Staaten | 53,32 s |                 |
| 2     | Aljaksandra Herassimenja | Belarus            | 54,25 s |                 |
| 3     | Etiene Medeiros          | Brasilien          | 54,38 s |                 |
| 4     | Shen Duo                 | China              | 54,41 s | Zurückgezogen   |
| 5     | Femke Heemskerk          | Niederlande        | 54,63 s |                 |
| 6     | Béryl Gastaldello        | Frankreich         | 54,80 s |                 |
| 7     | Natalja Lowzowa          | Russland           | 55,37 s |                 |
| –     | Federica Pellegrini      | Italien            | —       | Nicht gestartet |

### Vorlauf 5
| Platz | Name                       | Nation      | Zeit    | Anmerkung |
| ----- | -------------------------- | ----------- | ------- | --------- |
| 1     | Cate Campbell              | Australien  | 52,78 s | OR        |
| 2     | Ranomi Kromowidjojo        | Niederlande | 53,43 s |           |
| 3     | Penny Oleksiak             | Kanada      | 53,53 s |           |
| 3     | Jeanette Ottesen           | Dänemark    | 53,53 s |           |
| 4     | Chantal van Landeghem      | Kanada      | 53,89 s |           |
| 6     | Pernille Blume             | Dänemark    | 54,15 s |           |
| 7     | Arianna Vanderpool-Wallace | Bahamas     | 54,56 s |           |
| 8     | Larissa Oliveira           | Brasilien   | 54,72 s |           |

### Vorlauf 6
| Platz | Name             | Nation             | Zeit    | Anmerkung       |
| ----- | ---------------- | ------------------ | ------- | --------------- |
| 1     | Sarah Sjöström   | Schweden           | 53,37 s |                 |
| 2     | Abbey Weitzeil   | Vereinigte Staaten | 53,54 s |                 |
| 3     | Bronte Campbell  | Australien         | 53,71 s |                 |
| 4     | Charlotte Bonnet | Frankreich         | 53,93 s |                 |
| 5     | Zhu Menghui      | China              | 54,15 s |                 |
| 6     | Rikako Ikee      | Japan              | 54,50 s |                 |
| 6     | Miki Uchida      | Japan              | 54,50 s |                 |
| –     | Michelle Coleman | Schweden           | —       | Nicht gestartet |

Rikako Ikee und Miki Uchida, die ex aequo den 16. Platz nach den Vorläufen belegt hatten, qualifizierten sich beide für das Halbfinale, da Shen Duo ihre Teilnahme zurückzog. Andernfalls hätte ein „Swim-off“ zwischen den Japanerinnen entschieden.

## Halbfinale

### Lauf 1
| Platz | Name                | Nation             | Zeit    | Anmerkung |
| ----- | ------------------- | ------------------ | ------- | --------- |
| 1     | Simone Manuel       | Vereinigte Staaten | 53,11 s |           |
| 2     | Cate Campbell       | Australien         | 53,29 s |           |
| 3     | Jeanette Ottesen    | Dänemark           | 53,35 s | NR        |
| 4     | Ranomi Kromowidjojo | Niederlande        | 53,42 s |           |
| 5     | Zhu Menghui         | China              | 53,98 s |           |
| 6     | Miki Uchida         | Japan              | 54,39 s |           |
| 7     | Charlotte Bonnet    | Frankreich         | 54,54 s |           |
| 8     | Etiene Medeiros     | Brasilien          | 54,59 s |           |

### Lauf 2
| Platz | Name                     | Nation             | Zeit    | Anmerkung |
| ----- | ------------------------ | ------------------ | ------- | --------- |
| 1     | Cate Campbell            | Australien         | 52,71 s | OR        |
| 2     | Penny Oleksiak           | Kanada             | 52,72 s | JWR, NAR  |
| 3     | Sarah Sjöström           | Schweden           | 53,16 s |           |
| 4     | Abbey Weitzeil           | Vereinigte Staaten | 53,53 s |           |
| 5     | Chantal van Landeghem    | Kanada             | 54,00 s |           |
| 6     | Pernille Blume           | Dänemark           | 54,19 s |           |
| 7     | Rikako Ikee              | Japan              | 54,31 s |           |
| 8     | Aljaksandra Herassimenja | Belarus            | 54,34 s |           |

## Finale
12. August 2016, 04:18 MEZ
| Platz | Name                | Nation             | Zeit    | Anmerkung |
| ----- | ------------------- | ------------------ | ------- | --------- |
| 1     | Simone Manuel       | Vereinigte Staaten | 52,70 s | OR        |
| 1     | Penny Oleksiak      | Kanada             | 52,70 s | OR, JWR   |
| 3     | Sarah Sjöström      | Schweden           | 52,99 s |           |
| 4     | Bronte Campbell     | Australien         | 53,04 s |           |
| 5     | Ranomi Kromowidjojo | Niederlande        | 53,08 s |           |
| 6     | Cate Campbell       | Australien         | 53,24 s |           |
| 7     | Abbey Weitzeil      | Vereinigte Staaten | 53,30 s |           |
| 8     | Jeanette Ottesen    | Dänemark           | 53,36 s |           |